# Parafia św. Michała Archanioła w Sopocie
Parafia św. Michała Archanioła w Sopocie – rzymskokatolicka parafia usytuowana w sopockiej dzielnicy Karlikowo przy ulicy 3-go Maja. Wchodzi w skład dekanatu Sopot, który należy do archidiecezji gdańskiej. Powstała w 15 grudnia 1938 i jest drugą parafią co do kolejności powstania w mieście.
Pierwszym powojennym i jednocześnie wieloletnim proboszczem parafii był ks. Ambroży Dykier, wysoko postawiony członek ruchu tzw. księży „patriotów”. W czasach pełnienia przez niego tej funkcji wybudowano w 1951 roku w parafii nową świątynię, na budowę której kwotę w wysokości 100 tysięcy złotych „przyznał ze swych osobistych funduszy” sam ówczesny prezydent Bolesław Bierut.
Jednym z najważniejszych wydarzeń w parafii była wizyta papieża Jana Pawła II (5 czerwca 1999 podczas VII pielgrzymki do Polski) i sprawowana przez niego msza na sopockim Hipodromie, w trakcie której koronował cudowny obraz Matki Boskiej Wejherowskiej papieskimi koronami. 
Kościół parafialny był od 3 sierpnia 1986 do 10 grudnia 2017 siedzibą dekanatu, a jej proboszcz dziekanem.
Przez szereg lat przy parafii pracowali bracia szkolni. Obecnie swoje domy zakonne mają tu siostry karmelitanki Dzieciątka Jezus oraz ojcowie karmelici bosi.
Na terenie parafii mieszka premier Donald Tusk.

## Stan obecny
Od grudnia 2007 proboszczem parafii jest ks. kan. Marian Krzywda, wikariuszem ks. mgr Przemysław Zocholl (od sierpnia 2022), a pomocą duszpasterską służą: ks. kan. Adam Kroll (od września 2022) oraz  jako emeryt – zamieszkały na terenie parafii, (od stycznia 1994) ks. Henryk Galikowski.

## Proboszczowie
- 1938–1945: ks. Leon Schliep[6]
- 1945–1946: ks. prał. prof. Wacław Preis[7]
  - administrator parafii
- 1946–1948: ks. Bernard Żurawski
- 1948–1972: ks. Ambroży Dykier[8][9]
- 1972–1987: ks. kan. mgr lic. Andrzej Żebrowski[10]
  - administrator parafii (1972–1986)
- 1987–2004: ks. prał. Stanisław Dułak[11][12][13][14]
- 2004–2007: bp dr Zbigniew Zieliński[15][16][17][18][19][20][21]
- od 9 XII 2007: ks. kan. Marian Krzywda[22]